# Seznam českých televizních seriálů
Seznam českých televizních seriálů, cyklů, minisérií a vícedílných televizních filmů.
České webové seriály jsou v samostatném seznamu.

## #
- #annaismissing
- 1. mise
- 3 plus 1 s Miroslavem Donutilem (cyklus)
- 30 případů majora Zemana
- 4teens

## A
- Advokát ex offo
- Aféry
- Agrometal
- Ahoj sídliště
- Ach, ty vraždy!
- Alfons Karásek (4 TV filmy)
- Alexandr Dumas starší
- Anatomie života
- Aneta
- Arabela
- Arabela se vrací aneb Rumburak králem Říše pohádek
- Arrowsmith
- Ať žijí rytíři!
- Až po uši

## B
- Bakaláři (cyklus)
- Bambinot
- Banáni
- Bastardi
- Bazén
- Bez vědomí
- Bez ženské a bez tabáku
- Bezdružice
- Bodyguardi
- Bohéma
- Boříkovy lapálie
- Božena
- Boží mlýny
- Bronzová spirála
- Bubu a Filip
- Byl jednou jeden dům
- Byli jednou dva písaři
- Bylo nás pět
- Bylo nás šest

## C
- Cesty domů
- Cirkus Bukowsky
- Cirkus Humberto
- Clona
- Co ste hasiči
- Co teď a co potom?
- Comeback
- Ctná paní Lucie
- Cukrárna
- Cyranův ostrov

## Č
- Čapkovy kapsy
- Čechovi
- Černá sanitka
- Černá země
- Černé vdovy
- Černí andělé
- Černí baroni
- České století
- Český Robinson
- Četníci z Luhačovic
- Četnické humoresky
- Čtvrtá hvězda

## D
- Ďábel v Praze
- Dabing Street
- Ďáblova lest
- Ďáblovo rogalo
- Dáma a Král
- Detektiv Martin Tomsa
- Detektivky podle Proškové (cyklus)
- Detektivové od Nejsvětější Trojice (cyklus)
- Devadesátky
- Dispečer
- Dlouhá bílá stopa
- Dlouhá míle
- Dnes v jednom domě
- Dobrá čtvrť
- Dobrá Voda
- Dobré ráno, Brno!
- Dobré zprávy
- Dobrodružství kriminalistiky
- Dobrodružství šesti trampů
- Docent
- Dokonalý svět
- Doktor Martin
- Doktor z vejminku (cyklus)
- Doktorka Kellerová
- Doktoři z Počátků
- Draculův švagr
- Drazí sousedé
- Dreyfusova aféra
- Druhý dech
- Duhový luk
- Duch
- Duch český
- Dvojka na zabití
- Dům poslední radosti
- Dynastie Nováků

## E
- Eden
- Einstein – Případy nesnesitelného génia
- Eliška a Damián
- Eliška a její rod
- Ententýky
- Expozitura
- Extraktoři

## F
- F. L. Věk
- Fantom operety

## G
- Gottwald
- Gumy
- Guru
- Gympl s (r)učením omezeným

## H
- Haldy
- Helena
- Herec
- Heřmánci
- Hlava Medúzy
- Hop nebo trop
- Horákovi
- Hořící keř
- Hořký svět
- Hospoda
- Hostinec „U koťátek“
- Hotel Herbich
- Hraběnky
- Hříchy pro diváky detektivek
- Hříchy pro pátera Knoxe
- Hříšní lidé města brněnského
- Hříšní lidé města pražského
- Hvězdy nad hlavou
- Hvězdy nad Syslím údolím

## Ch
- Chalupáři
- Chlap
- Chlapci a chlapi
- Chobotnice z II. patra

## I
- I ve smrti sami
- Inspektor Max
- Inženýrská odysea
- Iveta

## J
- Já, Mattoni
- Jahody na stéble trávy
- Jak si nepodělat život (cyklus)
- Jana Eyrová
- Jedna rodina
- Jetelín
- Jitřní záře
- Josef a Ly

## K
- Kačenka a strašidla
- Kamarádi
- Kamarádi Dobré vody
- Kameňák
- Kamenný řád
- Kapitán Exner
- Kde padají hvězdy
- Když se slunci nedaří
- Klapzubova jedenáctka
- Klaun Ferdinand
- Klec plná opic
- Komedie o manželství a sexu (cyklus)
- Komu šplouchá na maják
- Konec dětských lásek
- Konec velkých prázdnin
- Kosmo
- Král Šumavy: Fantom temného kraje
- Krejzovi
- Krev zmizelého
- Kriminálka 5.C
- Kriminálka Anděl
- Kriminálka Staré Město
- Křeček v noční košili
- Kukačky

## L
- Labyrint
- Láska v čase korony
- Laskavý divák promine
- Legenda o živých mrtvých
- Lékárníkových holka
- Létající Čestmír
- Letící Delfín
- Letiště
- Lidé na křižovatce
- Linka
- Logaritmus lásky
- Lynč

## M
- Maharal – Tajemství talismanu
- Malá velká liga
- Malé dějiny jedné rodiny
- Malý pitaval z velkého města
- Mamon
- Manželská tonutí (cyklus)
- Manželství po česku
- Marie Terezie
- Marta a Věra
- Marťanský dopoledník
- Matematika zločinu
- Matka
- Medvědi nic nevědí
- Místo nahoře
- Místo zločinu České Budějovice
- Místo zločinu Ostrava
- Místo zločinu Plzeň
- Místo v životě
- Modré stíny
- Modrý kód
- Moje srdcová sedma
- Mordparta
- Most!
- Motel Anathema
- Muzikanti
- Muž na radnici
- Muž v pozadí
- Muž, který nesmí zemřít
- Mužketýři
- My holky z městečka
- My všichni školou povinní
- My z konce světa

## N
- Na lavici obžalovaných justice
- Na vlnách Jadranu
- Na vodě
- Nadměrné maličkosti
- Nádraží
- Náhrdelník
- Náměstíčko
- Nanebevstoupení Lojzka Lapáčka
- Národní házená
- Náves
- Návštěvníci
- Nejmladší z rodu Hamrů
- Největší z Pierotů
- Nemocnice na kraji města
- Nemocnice na kraji města – nové osudy
- Nemocnice na kraji města po dvaceti letech
- Neviditelní
- Nevinné lži
- Noha 22
- Nováci

## O
- O mě se neboj
- O ztracené lásce
- O zvířatech a lidech
- Oběti (cyklus)
- Obchoďák
- Obyčejná koňská historie
- Odsouzené
- Odznak Vysočina
- Ohnivé ženy (3 TV filmy)
- Ohnivý kuře
- Ohrožené prázdniny
- Ochránce
- Okno do hřbitova (cyklus)
- Okres na severu
- Okresní přebor
- Oktopus
- On je žena!
- Ona a On
- Ordinace v růžové zahradě
- Osada
- Ostrov jistoty
- Ošklivka Katka

## P
- Pálava
- Pan profesor
- Pan Tau
- PanMáma
- Panoptikum Města pražského
- Paragrafy na kolech (cyklus)
- Pátá stanice
- Pět let
- Pět mrtvých psů
- Píseň pro Rudolfa III.
- Plechová kavalerie
- Po hlavě
- Počkej si na bílé štěstí
- Pod hladinou
- Podezřelé prázdniny
- Podezření
- Podnájemníci (3 TV filmy)
- Pochodeň
- Pojišťovna štěstí
- Polda
- Poldové a nemluvně
- Policajti z centra
- Policajti z předměstí
- Policejní pohádky strážmistra Zahrádky[pozn. 1]
- Policie Modrava
- Pomalé šípy
- Poručík Petr
- Poslední oběť
- Poslední sezona
- Poste restante
- Postel s nebesy
- Povídky malostranské
- Pozadí událostí
- Pra pra pra
- Pražský písničkář
- Pražský student
- Premiér
- Prima sezóna
- Princezna ze mlejna
- Princip slasti
- Proč bychom se netopili
- Profesionálové
- Profesor T.
- První krok
- První republika
- Přátelé Zeleného údolí
- Přejděte na druhou stranu
- Přešlapy
- Příkopy
- Případ kapitána Bábovky
- Případ pro exorcistu
- Případ pro zvláštní skupinu
- Případ Roubal
- Případy 1. oddělení
- Případy detektivní kanceláře Ostrozrak
- Případy mimořádné Marty
- Případy podporučíka Haniky
- Přísahám a slibuji
- Přístav
- Přítelkyně z domu smutku
- Přízraky mezi námi
- Psí povídání
- Půlnoční zpověď
- Pustina

## R
- Ranč U Zelené sedmy
- Rapl
- Redakce
- Rédl
- Reportérka
- Revír
- Robinsoni z Kronborgu
- Robot Emil
- Rodáci
- Rodina Bláhova
- Rodinka
- Rodinná pouta
- Rodinné vztahy (cyklus)
- Rozpaky kuchaře Svatopluka
- Rozsudek
- Rozsudek
- Rudyho má každý rád

## S
- Sanitka
- Sanitka 2
- Saturnin
- Sedm schodů k moci
- Sestřičky
- Sever
- Sex O'Clock
- Slavné historky zbojnické (cyklus)
- Slovácko sa nesúdí
- Slunečná
- Sňatky z rozumu
- Snowboarďáci
- Soudce Stokroč
- Soukromé pasti
- Sousedé
- Specialisté
- Spravedlnost
- Správná šestka
- Start
- Stavy rachotí
- Stíny v mlze
- Stopy zločinu (cyklus)
- Stopy života
- Strašidla a spol.
- Strážce duší
- Strážmistr Topinka
- Stříbrná paruka
- Stříbrná pila
- Stříbrná žíla
- Svatby v Benátkách
- Svět pod hlavou
- Světla pasáže
- Synové a dcery Jakuba skláře

## Š
- Šéfka
- Šéfové (5 TV filmů)
- Šípková Růženka
- Škoda lásky (cyklus)
- Škola Na Výsluní
- Škola pro život
- Špunti na cestě

## T
- Tajemství proutěného košíku
- Tak se ptám
- Taková normální rodinka
- Táta v nesnázích
- Tátové na tahu
- TBH
- Temný Kraj
- Terapie
- To jsem z toho jelen
- To nevymyslíš! (cyklus)
- Trapasy (cyklus)
- Trapný padesátky
- Trpaslík
- Třešňová babička
- Třetí patro
- Tři chlapi v chalupě
- Tři králové
- Tybys

## U
- U nás doma (cyklus)
- Uctivá poklona, pane Kohn
- Ulice
- Ultimátum
- Útěk do Budína
- Území bílých králů

## V
- V.I.P. vraždy
- Ve znamení Merkura
- Vědma
- Vegani a jelita
- Velitel
- Velké sedlo
- Velmi křehké vztahy
- Velmi uvěřitelné příběhy
- Vetřelci a lovci
- Vinaři
- Vlak dětství a naděje
- Vodník
- Volha
- Vlna
- Vraždy v kruhu
- Všechny moje lásky
- Vyprávěj
- Vzteklina

## Z
- Z hříček o královnách
- Z pekla štěstí
- Zadními vrátky do ZOO za zvířátky
- Záhada hlavolamu
- Záhada tří kapitánů
- Základka
- Zákony pohybu
- Zákony vlka
- Zdivočelá země
- Zkáza Dejvického divadla
- Zkoušky z dospělosti
- Zlá krev
- Zlatá labuť
- Zločiny Velké Prahy
- Znamení koně
- Zoo
- Zrádci
- Ztracená brána

## Ž
- Žena za pultem
- Živé terče
- Život a doba soudce A. K.
- Život na zámku

## bez jednotícího názvu
- Hrobník, Škodná, Stín smrtihlava (3 TV filmy)
- Muž, který vycházel z hrobu, Vražda kočky domácí, Všichni musí zemřít (3 TV filmy)